# مات سترايكر
مات سترايكر (بالإنجليزية: Matt Striker)‏ هو مصارع محترف ومدرس وممثل أمريكي، ولد في 26 يونيو 1974 في كوينز في الولايات المتحدة.

## وصلات خارجية
- مات سترايكر على موقع دبليو دبليو إي (الإنجليزية)
- مات سترايكر على موقع CageMatch worker (الإنجليزية)
- مات سترايكر على موقع قاعدة بيانات المصارعة على الإنترنت (الإنجليزية)
- مات سترايكر على موقع عالم المصارعة على الإنترنت (الإنجليزية)
- مات سترايكر على موقع عالم المصارعة على الإنترنت (الإنجليزية)
- مات سترايكر على موقع IMDb (الإنجليزية)
- مات سترايكر على موقع قاعدة بيانات الفيلم (الإنجليزية)